# Verrucaria pararupestris
Verrucaria pararupestris är en lavart som beskrevs av Miroslav Servít. Verrucaria pararupestris ingår i släktet Verrucaria, och familjen Verrucariaceae. Arten är reproducerande i Sverige.